# 王郁 (遼朝)
王郁（?—?），京兆万年人，唐朝义武节度使王处直的庶子。他伯父王处存镇义武，死后，三军推其子王郜袭位，王处直为都知兵马使。光化三年（900年），梁王朱全忠攻定州，王郜遣王处直在沙河据守。王处直兵败，入城驱逐王郜，王郜逃奔太原。乱兵推王处直为留後，遣人请梁王任命。朱全忠与晋王李克用绝好，表王处直为义武节度使。
王郜逃亡时，王郁跟从。晋王李克用把女儿嫁给了他，任命他为新州防御使。王处直料定晋王必讨伐张文礼，镇州被克，则定州不能独存，更加自疑。秘密派王郁北导契丹入塞，以牵制晋兵，且许以为嗣。王郁自从奔晋後，常常恐怕失掉父心，得到出使的任务，大喜。神册六年（921年），王郁奉表送款，举室来降，辽太祖以他为养子。未几，王郁的养兄王都囚父，自为留後，辽太祖遣王郁从皇太子耶律德光讨伐。至定州，王都坚壁不出，掠夺居民而还。
次年，王郁从耶律德光攻镇州，在定州遇唐兵，破之。天赞二年（923年）秋，王郁及阿古只入侵燕、赵，攻下磁窑务。又从辽太祖平渤海國，有战功，加封同政事门下平章事，改崇义军节度使。
辽太祖死后，王郁与妻子参与辽太祖的丧事，其妻泣诉於淳钦述律皇后，求归乡国，准许了。王郁奏道：“臣本唐主之婿，主已被弑，此行夫妻岂能相保。愿常侍太后。”述律皇后大喜：“汉人中，惟王郎最忠孝。”以辽太祖曾经与李克用约为兄弟之故。不久加封政事令。还居宜州後，病卒。

## 延伸阅读
[在维基数据编辑]
 《遼史·卷75》，出自脱脱《遼史》